# 鎮魂街
鎮魂街（ちんこんがい）は、作者許辰が漫画連載プラットフォーム「有妖気」で連載している熱血バトル漫画である。単行本は2012年2月22日に香港において繁体字中国語版が出版された。連載サイトでは、鎮魂街は10億以上のPVを記録しており、「端脳」と「雛蜂」と並び有妖気三大漫画と呼ばれている。2015年にアニメ化され、「卢恒宇と李姝洁スタジオ」によって制作された。

## 作品紹介
普通の女子大生夏鈴はある日突然人間と幽霊が共存する世界「鎮魂街」に迷いこんでしまう。悪霊に見つかってしまった夏鈴は鎮魂街の管轄者、曹焱兵（ソウエンペイ）とその弟である曹玄亮(ソウゲンリョウ)に救われる。

## 世界観と用語

### 鎮魂街
死者が霊界に行くとき通る街。霊域にたどり着けなかった悪霊や亡霊はここに留まる。

### 霊域
霊界の中心部。霊界の管理をしている。

### 寄霊人
稀にいる守護霊を持つ人間。人間界と鎮魂街を自由に出入りできる。

### 守護霊
人武霊（呂布、許 褚）、獣武霊（魔獣飛廉）、仙武霊、魔武霊そして最強の神武霊（刑天）がいる。
基本的に一人の寄霊人につきは守護霊は一人。しかし、「武神躯」という多数の守護霊を持つ寄霊人も極稀に存在する。

### 鎮魂将
霊域によって鎮魂街の管理を任された寄霊人。寄霊人の霊力が一定のレベルに達すると霊域が使いを遣し管理を促す。報酬として寄霊人は死んだあと霊域に入り、良い待遇を受けることができる。

### 地獄道
寄霊人と守護霊の霊力によるレベルの呼称。レベルごとに、等活（とうかつ）、黑縄（こくじょう）、衆合（しゅうごう）、叫喚（きょうかん）、大叫喚（だいきょうかん）、焦熱（しょうねつ）、大焦熱（だいしょうねつ）、無間（むげん）に分けられる。階級が一つ違うと20倍の実力差がある。

## アニメ
テレビアニメの制作は2015年から始まった。「卢恒宇と李姝洁スタジオ」によって制作された。それ以前にもアニメ化が密かに行われていた。